# Servizio ferroviario suburbano di Helsinki
Il servizio ferroviario suburbano di Helsinki (in finlandese Helsingin seudun lähiliikenne o lähijunaliikenne; in svedese Helsingforsregionens närtågstrafik) è un sistema ferroviario vicinale che serve la capitale finlandese e i suoi sobborghi.
Il servizio è gestito dalle ferrovie statali VR ed è sottoposto a un sistema tariffario integrato coordinato dal consorzio Helsingin seudun liikenne (HSL; in svedese Helsingforsregionens trafik o HRT); di tale sistema fanno parte anche le altre reti di trasporto pubblico che servono la città, ovvero le reti metropolitana, tranviaria, di autobus e di traghetti.

## Rete
Il servizio viene esercito lungo quattro linee ferroviarie aventi origine nella stazione centrale di Helsinki. I singoli treni sono riuniti in gruppi che si differenziano per il numero di fermate effettuate; ogni gruppo di treni è identificato da una lettera alfabetica.
| Gruppo di treni | Linea                   | Capolinea periferico    | Note                                                        |
| --------------- | ----------------------- | ----------------------- | ----------------------------------------------------------- |
| A               | rantarata               | Leppäävara / Alberga    | ferma in tutte le stazioni rinforzo del gruppo L            |
| E               | rantarata               | Kauklahti / Köklax      | ferma solo nelle stazioni periferiche rinforzo del gruppo U |
| H               | päärata                 | Riihimäki               | ferma solo nelle stazioni periferiche                       |
| I               | Vantaankosken rata      | -                       | circolare sinistra opposta al gruppo P                      |
| K               | päärata                 | Kerava / Kervo          | ferma solo nelle stazioni principali                        |
| L               | rantarata               | Kirkkonummi / Kyrkslätt | ferma in tutte le stazioni                                  |
| N               | päärata                 | Kerava / Kervo          | ferma in tutte le stazioni rinforzo del gruppo T            |
| P               | Vantaankosken rata      | -                       | circolare destra opposta al gruppo I                        |
| R               | päärata                 | Riihimäki               | ferma solo nelle stazioni principali                        |
| S               | rantarata               | Kirkkonummi / Kyrkslätt | ferma solo in alcune stazioni                               |
| T               | päärata                 | Riihimäki               | ferma in tutte le stazioni                                  |
| U               | rantarata               | Kirkkonummi / Kyrkslätt | ferma solo nelle stazioni periferiche                       |
| Y               | rantarata               | Karjaa / Karis          | ferma solo nelle stazioni periferiche                       |
| Z               | päärata Lahden oikorata | Lahti / Lahtis          | ferma solo nelle stazioni periferiche                       |